# Buszkowice Małe
Cet article possède un paronyme, voir Buszkowice.
Buszkowice Małe est une localité polonaise de la gmina de Wińsko, située dans le powiat de Wołów en voïvodie de Basse-Silésie.